# Reperfusion
Reperfusion innebär att blodflödet återställs till en vävnad som på grund av minskad blodtillförsel är ischemisk (inte tillförs tillräcklig mängd blod). Reperfusionsbehandling är en metod som används för att minska ytterligare nekros vid till exempel en infarkt. Denna metod tros dock kunna skada den ischemiska vävnaden ytterligare och därmed leda till en så kallad reperfusionsskada.